# Sjors van de Rebellenclub (film)
Sjors van de Rebellenclub is een Nederlandse jeugdfilm uit 1955 van Henk van der Linden in zwart-wit en geluid. De film is gebaseerd op de stripfiguren Sjors en Sjimmie van de hand van Frans Piët.

## Verhaal
Bij een inbraak worden de twee boeven Boris en Pedro betrapt door Sjors en Sjimmie. De boeven weten de buit mee te nemen en ontvoeren daarbij de twee jongens naar Afrika. In Afrika weten de jongens te ontsnappen maar worden achtervolgd door de twee boeven, wilde dieren en de inheemse bewoners. Met hulp van inheemse bewoners, met wie ze vriendschap sluiten, weten ze de buit terug te krijgen van hun ontvoerders, waarna ze terugkeren naar Nederland. Boris en Pedro keren ook weer terug naar Nederland om hun buit terug te halen, maar deze keer worden zij in een hinderlaag gelokt door Sjors en Sjimmie.

## Rolverdeling
| Acteur         | Personage |
| -------------- | --------- |
| Theo Niesten   | Sjors     |
| Willem Marwa   | Sjimmie   |
| Dirk Capel     | Pedro     |
| Jan Wassenaar  | Boris     |
| Tony Hassing   | Wimpie    |
| Victor Servais | Kolonel   |
| Rinus van Loon | Sjuul     |

## Achtergrond
Het was de eerste verfilming van de jeugdstrip Sjors en Sjimmie, en zou door de regisseur nog eens zesmaal in andere soorten verhalen gefilmd worden.
De opnamen in Afrika werden gedeeltelijk opgenomen op de Brunsumse heide en aangevuld met archiefmateriaal van diverse dieren als leeuwen, krokodillen en olifanten, en zo ingemonteerd.
- Op 13 november 2014 in het programma Andere Tijden keek men terug op de Zwarte Pieten kwestie (2012-14) en hoe vroeger met dit onderwerp werd omgegaan. De stripfiguur Sjimmie van Sjors werd eens stevig onder de loep genomen en men bezocht de inmiddels 71-jarige acteur Willem Marwa op, die in de film van Henk van der Linden als Sjimmie op trad. Marwa vertelde dat hij als 10-jarige uit het kindertehuis werd opgetrommeld en niet beter wist dat de dingen zo gingen[1].